# DeLisle Stewart
DeLisle Stewart (16 de marzo de 1870 - 2 de febrero de 1941) fue un astrónomo estadounidense.
En 1896 se convirtió en empleado del Observatorio Harvard College, y de 1898 a 1901 trabajó en la estación de este observatorio en Arequipa (Perú), donde tomó las placas fotográficas utilizadas por William Henry Pickering para descubrir Febe, un satélite de Saturno. También descubrió varias nebulosas y el asteroide (475) Ocllo. 
Posteriormente trabajó en el observatorio de Cincinnati hasta 1910, y fundó la Sociedad de Astronómica de Cincinnati.